# Pas de l’Illsee
Der Pas de l‘Illsee  ist ein 2.544 m ü. M. hoher Saumpass zwischen den Gemeinden  Leuk im Rhonetal und Anniviers, Ortsteil Chandolin im Val d’Anniviers im Kanton Wallis, Schweiz. 

## Beschreibung
Auf der östlichen Seite des Pas de l’Illsee, leicht unterhalb der Passhöhe, liegt der kleine Illstausee. Darüber erhebt sich der Aussichtsberg Illhorn.
Der Aufstieg aus dem Rhonetal ist lang und anstrengend. Der Aufstieg aus dem Val d’Anniviers lässt sich durch die Fahrt mit der Sesselbahn von Chandolin zur Bergstation Tsapé auf 2.580 m ü. M. stark abkürzen.